# Black Girls Code
«Black Girls CODE» (BGC) — некоммерческая американская организация, которая занимается предоставлением технического образования афроамериканским девушкам. Кимберли Брайант, инженер-электрик, проработавшая в биотехнологии более 20 лет, основала «Black Girls Code» в 2011 году, чтобы исправить недопредставленность афроамериканских девушек и женщин в технологической индустрии. Организация предлагает программы по компьютерному программированию, кодированию, а также по созданию веб-сайтов, роботов и мобильных приложений с целью предоставить афроамериканской молодёжи навыки для работы в некоторых из 1,4 миллиона рабочих мест в области компьютеров, которые, как ожидалось, должны были быть доступны в США в 2020 году.

## Основание
Брайант была вдохновлена основать BGC после того, как её дочь-геймер Кай посетила летний компьютерный лагерь и была разочарована этим опытом. Её дочь была одной из немногих девушек, которые были в лагере, и единственной присутствующей афроамериканкой. Она также отметила, что вожатые уделяли мальчикам в лагере гораздо больше внимания, чем нескольким девочкам. В интервью Ebony Брайант заявила: «Я хотел найти способ привлечь и заинтересовать мою дочь в том, чтобы она стала цифровым творцом, а не просто потребителем, и я не нашёл других программ, ориентированных на таких девушек, как она, из недостаточно представленных сообществ.»
В 2011 году Брайант убедила своих коллег из Genentech создать шестинедельную программу обучения программированию для «цветных девушек». Её первая образовательная серия началась в подвале учреждения для подготовки к колледжу, и в ней приняли участие дюжина девочек, в том числе её дочь. В январе 2012 года технологическая консалтинговая компания Thoughtworks инвестировала в инициативу Брайант, предоставив ей доступ к своим ресурсам и позволив организации превратиться в международно признанную некоммерческую организацию. По состоянию на декабрь 2019 года, в BGC всего 15 чаптеров.

## Организация
BGC стала быстрорастущим феноменом, интенсивно расширяющимся в США и за рубежом. Штаб-квартира организации находится в Окленде (Калифорния). К августу 2013 года организация выросла до 2000 студентов в семи учреждениях, действующих в семи штатах США, а также в Йоханнесбурге, ЮАР. BGC стремится удвоить охват, добавив отделения в США и Африке в течение следующих двух лет. BGC также проводит двуязычные семинары в партнёрстве с Latino Startup Alliance. Конечная цель BGC — «вырасти, чтобы обучить 1 миллион девочек к 2040 году и стать гёрлскаутами в области технологий».
BGC зависит от огромного количества добровольцев, которые разрабатывают и проводят семинары. Профессионалы ИТ-сектора делятся своим опытом с молодыми студентками, помогая им познакомиться с основами разработки программного обеспечения на таких языках, как Скретч или Ruby on Rails. После уроков занятия чередуются с однодневными семинарами; летом проводится расширенный курс.
BGC в первую очередь полагается на пожертвования для финансирования своей деятельности; 75 % студенток в настоящее время получают стипендии.
Девиз КОДА для чёрных девушек: «Представьте. Стройте. Создавайте. — Представьте себе мир, в котором каждому даны инструменты для достижения успеха, а затем помогите нам создать для всех способы доступа к информации и создать новую эру цветных женщин в технологической индустрии».

## Награды и гранты
«Black Girls CODE» получила грант в размере 50 тыс. долларов от кампании сообщества разработчиков Microsoft’s Azure development (AzureDev) в январе 2014 года. Брайант также получила почётное звание «Standing O-vation» от Опры Уинфри и Toyota в ноябре 2014 года.
В августе 2015 года Брайант отказалась от гранта в размере 125 тыс. долларов от приложения Uber, назвав это предложение неискренним и «связанным с пиаром». Она также раскритиковала Uber за предложение Girls Who Code в $ 1,2 миллиона, что почти в десять раз больше вышеупомянутой суммы:.

Мы были недовольны некоторыми вещами, которые происходили в организации в отношении обращения с женщинами, а также с обращением с недопредставленными меньшинствами… Мы также хотели убедиться, что нас поддерживают так, как мы считаем, что заслуживаем.

В феврале 2018 года «Black Girls Code» объявила о партнёрстве с конкурентом Uber, Lyft, в рамках своей программы Round Up & Donate.